# Central Coast Mariners Football Club (féminines)
Maillots
La section féminine du Central Coast Mariners FC est un club féminin de football professionnel basé à Gosford, en Australie.

## Histoire
Les Central Coast Mariners font partie des clubs fondateurs de la W-League (ancien nom de la A-League Women) en 2008. Après les saisons 2008 et 2009, à cause d'un manque de financement, le CCM est retiré du championnat australien.
Le club fait son retour en A-League Women en 2023, profitant de l'engouement autour du football féminin grâce à la Coupe du monde disputée sur le sol australien. Lors de la saison 2023-2024, l'équipe sort le Melbourne Victory en quarts de finale avant de céder face au futur champion, le Sydney FC, en demi-finale.
En 2025, les Mariners terminent quatrièmes de la saison régulière, puis éliminent le premier, Melbourne City, au bout des prolongations, pour atteindre la finale des play-offs de A-League. Face au Melbourne Victory, le club fait match nul 1-1, puis s'impose aux tirs au but 5-4 pour décrocher le premier titre de son histoire.

## Palmarès
A-League Women Championship (1) :
- Champion en 2024-2025

## Rivalités
Les Central Coast Mariners disputent le F3 Derby avec leurs voisines de Nouvelle-Galles du Sud, les Newcastle Jets.